# Хердерова награда
Международната награда „Готфрид фон Хердер“, известна също като Хердерова награда, е учредена през 1963 г.
Тя е наименувана в чест на немския философ Йохан Готфрид фон Хердер. Присъждана е всяка година в периода от 1964 до 2006 г.
Престижната награда е посветена на насърчаването на отношенията в областта на науката, изкуството и литературата. Връчвана е на учени и дейци на културата от Централна и Югоизточна Европа, чиято дейност е допринесла за подобряване на културното разбирателство между страните в Европа и мирните им взаимоотношения.
Журито е съставяно от германски и австрийски университети. Наградите по традиция са връчвани от президента на Австрия във Виенския университет.
Финансирането на Хердеровата награда е от фондацията „Алфред Тьопфер“, Хамбург. Индивидуалната награда включва премия от 15 000 евро. Има и годишни стипендии за австрийски университети по 1 000 евро месечно.
За последен път награди са присъдени през 2006 г., след което фондация „Алфред Тьопфер“ преустановява финансирането на Хердеровата награда. Средствата са пренасочени и обединени с други фондове, за да бъде създадена нова общоевропейска награда (KAIROS-Preis) в размер на 75 000 евро, присъждана ежегодно на една личност - творец, учен или публицист от областта на изкусвата, литературата, архитектурата или дизайна, за да насърчи неговата новаторска дейност.

## Български лауреати
- 1965 – Христо Вакарелски, етнограф
- 1966 – Димитър Статков, преводач
- 1968 – Панчо Владигеров, пианист, диригент
- 1970 – Цеко Торбов, философ, преводач, юрист
- 1971 – Михаил Соколовски, архитект[2]
- 1972 – Атанас Далчев, поет и преводач
- 1973 – Веселин Бешевлиев, филолог, епиграф
- 1974 – Иван Дуйчев, историк-медиевист
- 1975 – Христо Данов, историк-траколог
- 1976 – Марин Големинов, композитор, диригент, академик
- 1977 – Анастас Петров, балетист, балетмайстор
- 1978 – Стоян Джуджев, музиковед, фолклорист
- 1979 – Атанас Натев, философ, изкуствовед
- 1980 – Вера Мутафчиева, историк, писател
- 1981 – Стефка Георгиева, архитект[3]
- 1982 – Александър Ничев, преводач[4]
- 1983 – Стефана Стойкова, фолклорист[5]
- 1984 – Красимир Манчев, езиковед[6]
- 1985 – Симеон Пиронков, композитор[7]
- 1986 – Георги Баев, художник[8]
- 1987 – Велизар Велков, археолог, епиграф
- 1988 – Донка Петканова, старобългарист[9]
- 1989 – Николай Генчев, историк[10]
- 1990 – Виргиния Паскалева, историк[11]
- 1991 – Стоимен Стоилов, художник[12]
- 1992 – Блага Димитрова, поетеса
- 1993 – Василка Герасимова, археолог, епиграф[13]
- 1995 – Милчо Лалков, историк
- 1996 – Константин Илиев, драматург, писател[14]
- 1998 – Елена Тончева, музиковед (медиевист, византолог)[15]
- 2000 – Никола Георгиев, литературен критик, културолог[16]
- 2002 – Радост Иванова, фолклорист[17]
- 2003 – Васил Гюзелев, историк[18]
- 2004 – Казимир Попконстантинов, археолог, епиграф[19]

## Други лауреати
- 1965 – Тудор Аргези, румънски поет
- 1965 – Ласло Немет, унгарски писател
- 1967 – Витолд Лютославски, полски композитор
- 1968 – Мирослав Кърлежа, хърватски писател
- 1968 – Роман Ингарден, полски философ
- 1971 – Блаже Конески, македонски писател
- 1973 – Збигнев Херберт, полски писател
- 1976 – Никита Станеску, румънски поет
- 1977 – Кшищоф Пендерецки, полски композитор
- 1982 – Ана Бландиана, румънска поетеса
- 1985 – Анджей Вайда, полски режисьор
- 1991 – Марин Сореску, румънски поет
- 1995 – Вислава Шимборска, полска писателка
- 1999 – Мирча Динеску, румънски поет
- 2000 – Имре Кертес, унгарски писател
- 2000 – Милан Кундера, чешки писател
- 2000 – Арво Пярт, естонски композитор
- 2001 – Юрий Андрухович, украински писател
- 2002 – Петер Естерхази, унгарски писател
- 2003 – Драго Янчар, словенски писател
- 2004 – Михал Гловински, полски литературен историк
- 2005 – Хана Крал, полска писателка